# Carlinhos (futebolista, 1997)
Carlos Moisés de Lima (Jaú, 12 de fevereiro de 1997), mais conhecido como Carlinhos, é um futebolista brasileiro que atua como centroavante. Atualmente joga pelo Vitória, emprestado pelo Flamengo.

## Carreira
Formado no Corinthians, Carlinhos fez parte da mesma geração de Malcom e Guilherme Arana, além de ter sido campeão da Copa São Paulo de Futebol Júnior no ano de 2017. Ao deixar a equipe paulista, o atacante rodou por clubes de menor investimento ao redor do Brasil. O desempenho no Audax-RJ, em 2023, chamou a atenção do Nova Iguaçu que conseguiu contratá-lo para a temporada de 2024.

### Flamengo
Diante do bom desempenho com a camisa do Nova Iguaçu no Carioca, Carlinhos chamou a atenção do Flamengo.
Em 08 de abril de 2024, o Flamengo anunciou a contratação de Carlinhos oficialmente, em contrato válido até dezembro de 2026. O jogador recebeu a camisa 22.
Na noite de 03 de julho de 2024 marcou seu primeiro gol com a camisa do rubro-negro carioca em triunfo de 4 a 2 contra o Atlético-MG na Arena MRV. Partida válida pela décima-quarta rodada do Brasileirão.
Em 22 de janeiro de 2025, fez dois gols em triunfo de 5 a 0 sobre o Bangu no Campeonato Carioca.

### Vitória
Em janeiro de 2025, após o Flamengo anunciar que Carlinhos estava fora dos planos, sendo afastado do elenco principal e liberado para procurar outro clube, o Vitória acertou a contratação do atacante. Carlinhos chega ao rubro-negro baiano por empréstimo com opção de compra fixada em R$ 4,5 milhões. O atacante vestirá a camisa de número 99 no rubro-negro baiano.
Na sua estreia pelo Leão no Campeonato Baiano, Carlinho marcou o seu primeiro gol, diante do Porto aos 44 minutos do segundo tempo.

## Títulos
Corinthians
Categoria de Base
- Copa São Paulo de Futebol Junior: 2017

Profissional
- Campeonato Brasileiro: 2017

Flamengo
- Taça Guanabara: 2025
- Campeonato Carioca: 2025

### Prêmios individuais
- Seleção da Copa São Paulo de Futebol Junior: 2017[11]
- Seleção do Campeonato Carioca: 2024[12]